# Isidoro Noblía
Isidoro Noblía es una localidad uruguaya ubicada en el departamento de Cerro Largo. Es sede del municipio homónimo.

## Ubicación
La localidad se encuentra situada en la zona norte del departamento de Cerro Largo, sobre la cuchilla Grande, próximo al límite con Brasil, y sobre la ruta 8 en su km 445.

## Historia
Su nombre proviene de un comisario del lugar que comandó una columna del Partido Nacional durante las revoluciones saravistas en 1897 y 1904.
La localidad fue fundada en octubre de 1942 y declarada oficialmente pueblo por Ley N° 13167, de 15 de octubre de 1963. Fue elevado a la categoría de villa por Ley N° 16312, de 20 de octubre de 1992.
El auge de la localidad se dio alrededor de 1980, cuando la firma Casarone comenzó a plantar arroz en la zona y posteriormente instaló un molino en Río Branco, lo que trajo la necesidad de mano de obra e insumos.
Otro factor importante para el desarrollo de la localidad fueron los siete complejos de viviendas de MEVIR construidos entre 1984 y 2021, lo que aumentó el número de viviendas.

## Población
Según el censo del año 2011 la localidad contaba con una población de 2331 habitantes.
| 865           | 1228 | 1548 | 1964 | 2462 | 2331 |
| (Fuente: INE) |      |      |      |      |      |

## Economía
Las principales actividades económicas de la zona son la ganadería y el cultivo de arroz.